# 1, Place Vendôme
Pour les articles homonymes, voir Hôtel de Vendôme.
Le 1, Place Vendôme est un établissement hôtelier de luxe, situé au no 1, place Vendôme dans le 1er arrondissement de Paris.

## Historique

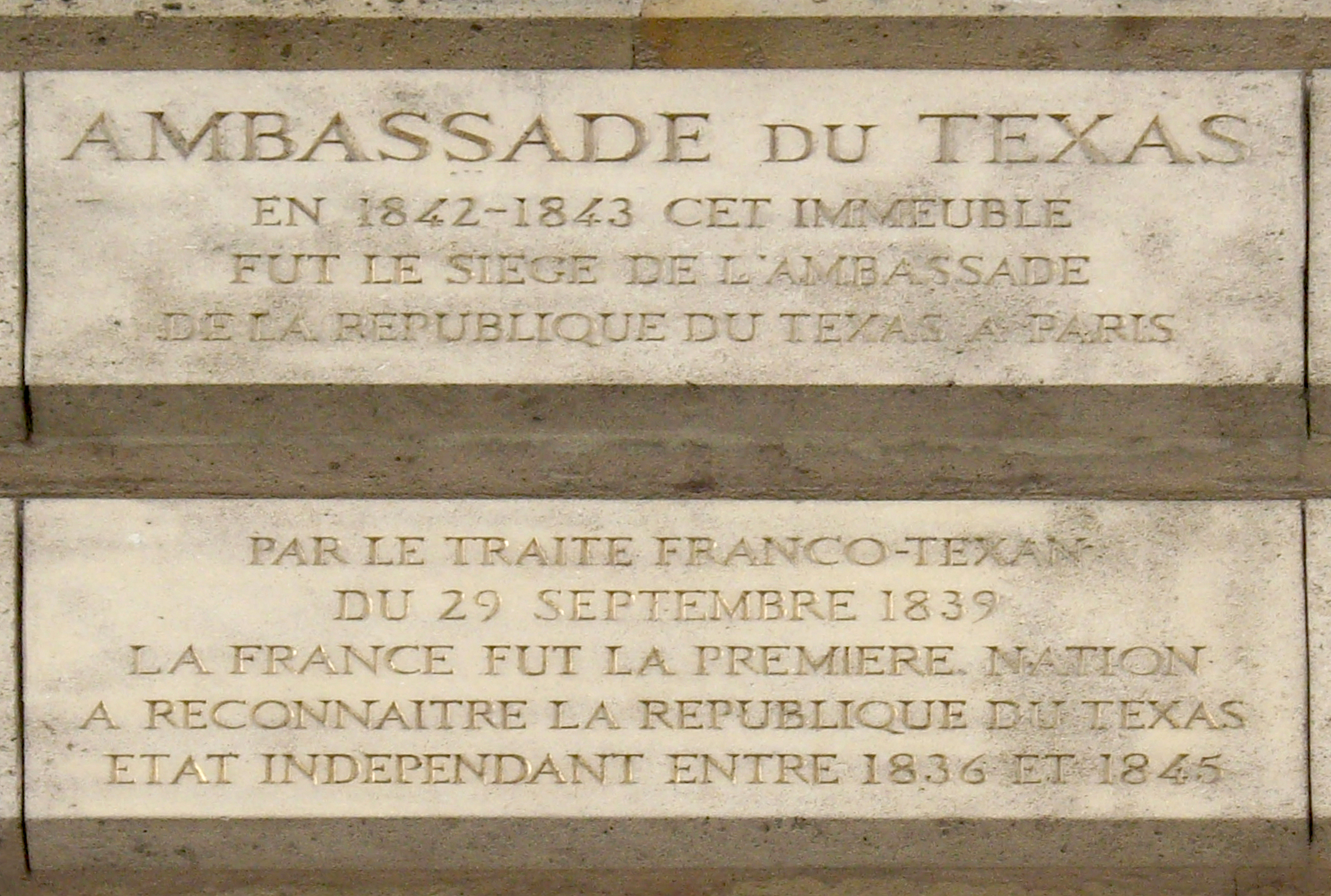
Plaque commémorative, 1 place Vendôme, Paris 1er. « Ambassade du Texas. En 1842-1843, cet immeuble fut le siège de l'ambassade de la république du Texas à Paris. Par le traité franco-texan du 29 septembre 1839, la France fut la première nation à reconnaître la république du Texas, État indépendant entre 1836 et 1845. »

L'établissement prend place dans les murs de l'ancien hôtel Bataille de Francès, jadis construit pour Pierre Perrin, secrétaire du roi Louis XIV. 
L’hôtel tient son nom de l’emplacement sur lequel il est situé, où s'élève alors, l’ancien hôtel du duc de Vendôme racheté en 1685 par Louis XIV pour construire l'actuelle place. 

### Les chambres
L'établissement compte 5 chambres Premier et Prestige, ainsi que 10 suites, dont l'appartement Chopard offrant un vue unique sur la place Vendôme.

## Protection
L'ancien hôtel Bataille de Francès, dans lequel prend place l'établissement, est classé aux monuments historiques, pour ses façades et toitures, par arrêté du 17 mai 1930.